# فرانك إرنست هاليداي
فرانك إرنست هاليداي (10 فبراير1903 - 26 مارس1982) كان أكاديميا انجليزيا ومؤلفا ورساما هاوًا. كتب فرانك مجموعة واسعة من الموضوعات بالرغم من أنه كان معروفا بكتبه عن وليام شكسبير.
ف. ي هاليداي (فضّل الحروف الأولى من إسمه على كتبه والحياة العامة) ولد في برادفورد، يوركشاير. تلقى تعليمه في كلية الملك في كامبريدج، حيث حصل على درجة الماجستير في عام 1928.
درّس هاليداي اللغة الإنجليزية والتاريخ في كلية شلتنهام ، تولّى الخدمة كرئيسًا لقسم اللغة الإنجليزية هناك من عام 1929 إلى عام 1948. قدم نسخة حديثة لكتاب (الدراسة الاستقصائية لكونوال)للكاتب ريتشارد كارو. بعد تقاعده من التعليم، انتقل مع عائلته إلى سانت آيفز، كورنوال.سلك هاليداي مهنة ثانية كمؤلف محترف. قدم طبعة حديثة من كتاب (الدراسة الاستقصائية لكورنوال) للكاتب ريتشارد كارو في عام 1953. كتب وأشرف على تحرير أكثر من عشرين كتابا في حياته بما يتضمن مجلد يتعلق بالشعر،التأمل في بوليريوم عام 1963. كان ملخصه أي رفيق شكسبير عملا مرجعيا أساسيًا لجيل من القرّاء. أول مرةٍ نُشِر فيه الكتاب عام 1950، خضع لمراجعة رئيسية وتحديث لطبعة جديدة عام 1969 في الذكرى السنوية الرابعة لولادة شكسبير.
توجد صورته لسيسل داي-لويس لعام 1936 في معرض الصور الفني <ref>"Cecil Day-Lewis". National Portrait Gallery. مؤرشف من الأصل في 2020-10-29. اطلع عليه بتاريخ 2020-10-22.
تزوج هاليداي من ناسيل بيث جاونت عام 1927 ؛كان لديهم طفل واحد، يسمى مايكل.